# Julia Irmen
Julia Irmen (* 22. September 1984 in Stralsund) ist eine ehemalige deutsche Kickboxerin. Sie ist mehrfache Kickbox-Weltmeisterin in verschiedenen Verbänden.

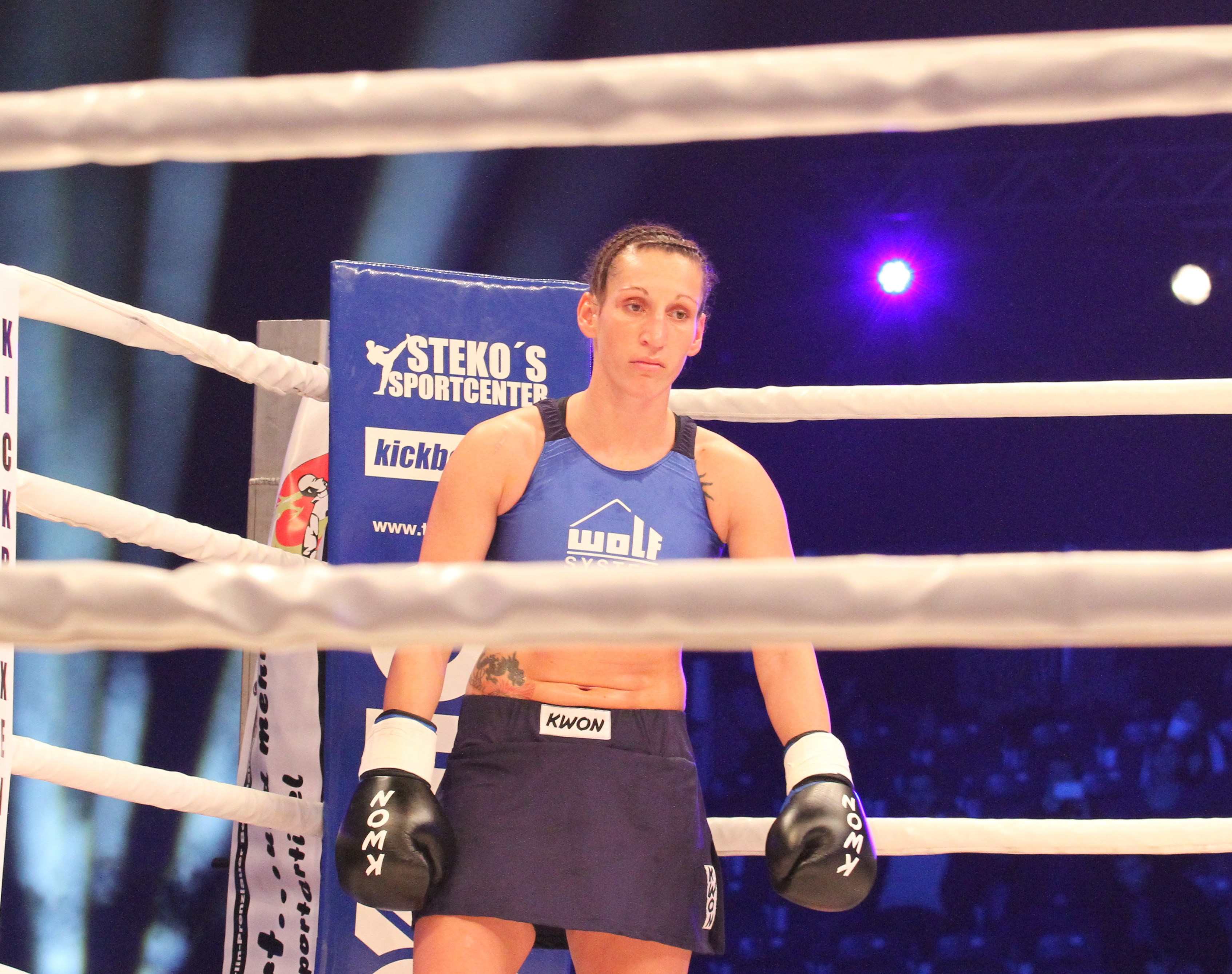
Julia Irmen WKU-Super-Fight, Berlin 2012

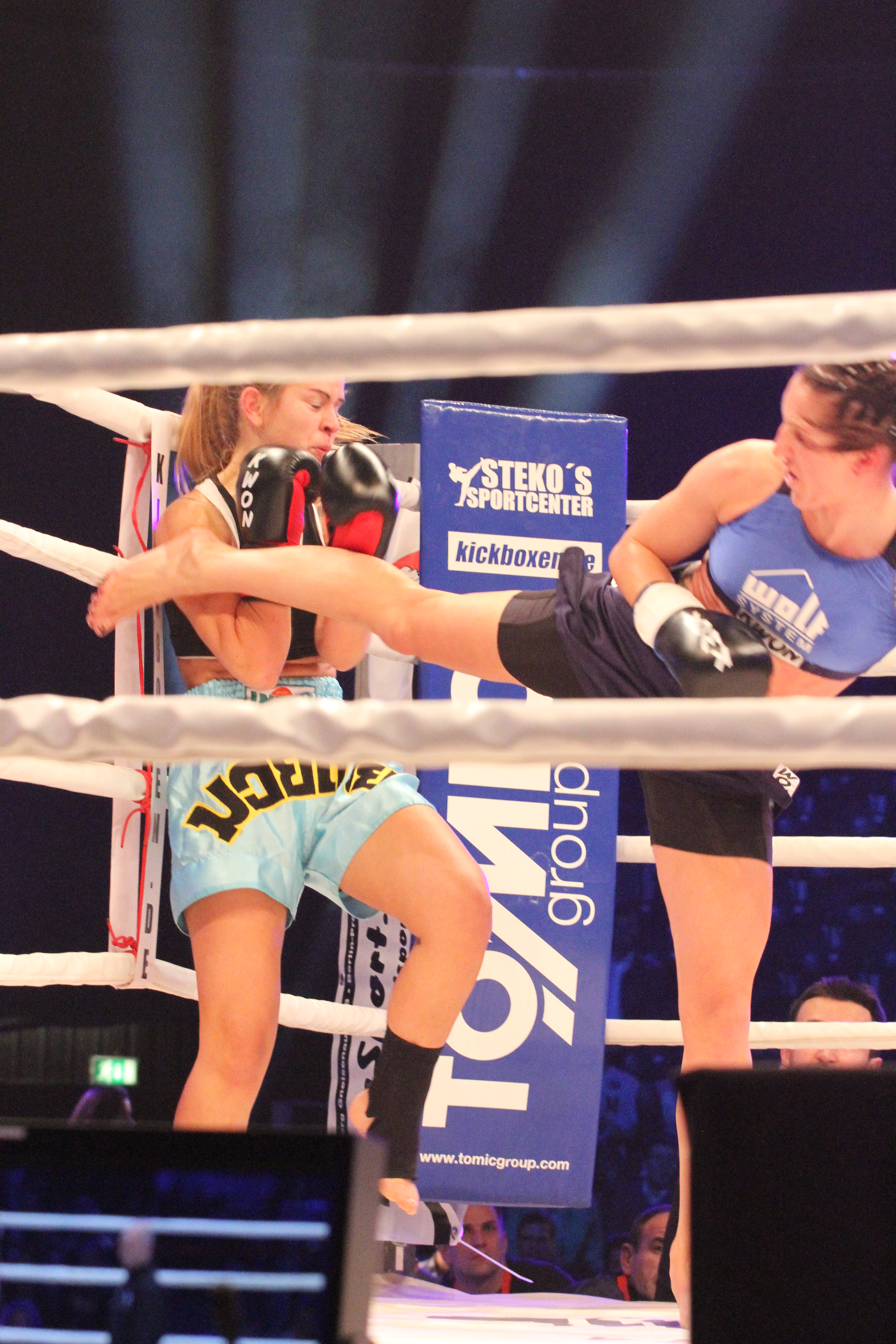
Ana Tome (POR) vs. Julia Irmen (GER) WKU-Super-Fight, Berlin 2012

## Werdegang
Julia Irmen wuchs zunächst in Stralsund auf. Ihre Mutter ist Krankenschwester und ihr Vater war Schiffsmaschinenelektroniker. Nach dem Fall der Mauer ging sie mit ihren zwei Brüdern und ihrer Mutter ins niederbayerische Dingolfing. Nach der Realschule verpflichtete sie sich bei der Bundeswehr. Nach Abschluss der Grundausbildung in Kempten wurde sie nach München zur Sanitätsakademie versetzt. Anschließend ließ sie sich ab 2004 in Deggendorf bei der Bundespolizei zur Polizistin ausbilden. Inzwischen arbeitet sie bei einer Einsatzhundertschaft in Deggendorf. Seit dem Jahr 2008 ist sie verheiratet. Im Jahr 2011 wurde sie Mutter eines Sohnes. Sie wohnt inzwischen mit ihrer Familie in Osterhofen.

## Sportlicher Werdegang
Ursprünglich trainierte Julia Irmen Volleyball. Nach einer Schulterverletzung im Jahr 2001 suchte sie sich einen Ausgleich und kam so zum Kickboxen. Nach vielen Erfolgen im Amateurkickboxen wechselte sie für einige Jahre zum Amateurboxen. Hier wurde sie mehrfache Deutsche Meisterin. Nachdem sie die Qualifikation zu den Olympischen Spielen 2012 verpasst hatte, bekam sie von Mladen Steko das Angebot, von ihm trainiert zu werden. Seitdem kämpfte sie regelmäßig im Rahmen der Steko’s Fight Night um Weltmeistertitel im Profi-Kickboxen. Ihr Kampfname war „The Cop“. Im April 2015 erklärte sie ihren Rücktritt bis zum Juni 2015.

## Profikickbox-Titel
- WAKO Kickbox-Weltmeisterin 2009
- WKU Kickbox-Europa- und Weltmeisterin 2013
- WKU Kickbox-Weltmeisterin 2014
- WKU Kickbox-Weltmeisterin 2015

## Amateurkickbox-Titel
- mehrfache Bayerische Meisterin
- 11-fache Deutsche Meisterin
- 6-fache Internationale Deutsche Meisterin
- 4-fache Gewinnerin der Austrian Classics
- 2× Bronzemedaille bei Weltmeisterschaften
- 1× Bronzemedaille bei Europameisterschaften
- WAKO Vize-Europameisterin 2008 (Vollkontakt)
- WAKO Europameisterin 2008 (Leichtkontakt)[5]
- WAKO Weltmeisterin 2009 (Vollkontakt)[6]
- WAKO Weltmeisterin 2009 (Leichtkontakt)[7][8]

## Amateur-Boxtitel
- 3-fache Bayerische Meisterin im Boxen -60 kg
- 4-fache Deutsche Meisterin im Boxen -60 kg
- Goldmedaillengewinnerin bei den World Police and Fire Games 2009 in Vancouver (Kanada)[9]